# Simone Pappa l'Ancien
Simone Pappa (dit  l'Ancien pour le distinguer de son fils) (v. 1430 – v. 1480) est un peintre italien de la première Renaissance qui fut actif à Naples
Il est nommé précisément Maestro Simone Pappa il vecchio par  Bernardo De Dominici dans ses Vite, parue en Italie au XVIIIe siècle.

## Biographie
Simone Pope  fut le pupille  du peintre Antonio Solario.
Son fils Simone Pappa le Jeune fut l'élève de Giovanni Antonio Amati et peignit à l'Abbaye territoriale Santa Maria de Monte Oliveto Maggiore.

## Œuvres
- Saint Michel, saintes et donateurs, Musée Capodimonte de Naples.
- Annonciation, église San Niccolo alla Dogana,
- La Vierge et le Sauveur avec des saints, Basilique San Lorenzo Maggiore (Naples),
- Saint Michel vainqueur des anges rebelles, église Santa Maria Nuova

## Sources
- (en) Cet article est partiellement ou en totalité issu de l’article de Wikipédia en anglais intitulé « Simone Pope the Elder » (voir la liste des auteurs).